# Hercostomus postiseta
Hercostomus postiseta är en tvåvingeart som först beskrevs av Yang och Saigusa 2001.  Hercostomus postiseta ingår i släktet Hercostomus och familjen styltflugor.
Artens utbredningsområde är Yunnan (Kina). Inga underarter finns listade i Catalogue of Life.